# نینا هایمز
نینا هایمز (انگلیسی: Nina Hyams؛ زادهٔ ۱۹۵۲) استاد ممتاز پژوهشی بازنشسته زبان‌شناسی در دانشگاه کالیفرنیا، لس آنجلس است.